# 湖南文理學院
湖南文理学院是一所位于中华人民共和国湖南省常德市的全日制本科高校。

## 历史沿革
该校始于1958年创建的常德师范高等专科学校。1978年成立的常德高等专科学校，1971年成立的常德教育学院。1999年，三校合并，并升格为常德师范学院。
2003年，改名为湖南文理学院。
2025年2月21日，经中华人民共和国教育部批准，原属湖南文理學院管理的独立学院湖南文理學院芙蓉学院脱离该校管理，并转设为民办普通高等学校常德学院，由常德市城市建设投资集团有限公司全资持有。

## 院系设置
至2021年9月，湖南文理学院有18个教学院、1个独立学院，69个本科专业。
- 马克思主义学院
- 教育科学学院
- 文史与法学学院
- 外国语学院
- 经济与管理学院
- 地理科学与旅游学院
- 体育学院
- 音乐舞蹈学院
- 美术与设计学院
- 生命与环境科学学院
- 化学与材料工程学院
- 数理学院
- 计算机与电气工程学院
- 机械工程学院
- 土木建筑工程学院
- 国际学院
- 继续教育学院
- 医学院[10]

## 校园文化

### 校歌
- 《走向未来的梦 （页面存档备份，存于）》

## 历任领导

### 历任校长
| 姓名   | 就任日期  | 离任日期  | 备注 |
| ------ | --------- | --------- | ---- |
| 魏饴   |           | 2015年2月 |      |
| 谷正气 | 2015年1月 | 2016年4月 |      |
| 龙献忠 | 2016年4月 | 2020年    |      |

### 历任书记
| 姓名   | 就任日期  | 离任日期      | 备注       |
| ------ | --------- | ------------- | ---------- |
| 李民   | 2011年7月 | 2014年8月     |            |
| 魏饴   | 2015年2月 | 2016年4月     |            |
| 谷正气 | 2016年4月 | 2020年3月17日 | 心脏病去世 |
| 龙献忠 | 2020年3月 |               |            |